# إلمر ماكديفيت
إلمر ماكديفيت (بالإنجليزية: Elmer McDevitt)‏ هو محامي أمريكي، ولد في 9 ديسمبر 1887 في كلوكيه في الولايات المتحدة، وتوفي في 4 مايو 1940.